# Shakespeare in Love
Shakespeare in Love (bra: Shakespeare Apaixonado; prt: A Paixão de Shakespeare) é um filme britano-estadunidense de 1998, do gênero comédia romântica, dirigido por John Madden.

## Sinopse
William Shakespeare precisa escrever uma nova peça de teatro, uma história de amor com fim trágico, mas está sofrendo um bloqueio e somente uma musa inspiradora poderá ajudá-lo. Ao  apaixonar por Lady Viola, ele volta a ter inspiração e escreve a peça Romeu e Julieta.
Na época, mulheres não podiam interpretar peças de teatro, mas Lady Viola se veste de homem para poder participar da peça de Shakespeare, mas ele acaba se apaixonando mesmo ela sendo noiva do Lord Wessex, nobre dono de terras na Virgínia, que está a procura de dinheiro para voltar para os Estados Unidos na corte da Rainha Elizabeth I que autoriza a participação de mulheres no teatro após descobrirem que Lady Viola se vestia de homem para participar das peças de William Shakespeare.

## Elenco
- Gwyneth Paltrow .... Viola de Lesseps
- Joseph Fiennes .... William Shakespeare
- Judi Dench .... Rainha Elizabeth I
- Geoffrey Rush .... Philip Henslowe
- Tom Wilkinson .... Hugh Fennyman
- Imelda Staunton ....  ama da família Lesseps
- Colin Firth ....  Lord Wessex
- Martin Clunes ....  Richard Burbage
- Simon Callow ....  Tilney
- Ben Affleck .... Ned Alleyn
- Mark Williams ....

## Principais prêmios e indicações
| Prêmio        | Categoria                              | Recebedor(s) | Resultado                   |
| ------------- | -------------------------------------- | --- | --------------------------- |
| Óscar         | Melhor Filme                           | | Venceu                      |
| Óscar         | Melhor Diretor                         | John Madden | Indicado                    |
| Óscar         | Melhor Atriz                           | Gwyneth Paltrow | Venceu                      |
| Óscar         | Melhor Ator Coadjuvante                | Geoffrey Rush | Indicado                    |
| Óscar         | Melhor Atriz Coadjuvante               | Judi Dench | Venceu                      |
| Óscar         | Melhor Roteiro Original                | Marc Norman e Tom Stoppard | Venceu                      |
| Óscar         | Melhor Trilha Sonora Original          | Stephen Warbeck | Venceu                      |
| Óscar         | Melhor Som                             | Dominic Lester, Peter Glossop e Robin O'Donoghue | Indicado                    |
| Óscar         | Melhor Direção de Arte                 | Jill Quertier e Martin Childs | Venceu                      |
| Óscar         | Melhor Fotografia                      | Richard Greatrex | Indicado                    |
| Óscar         | Melhor Maquiagem                       | Lisa Westcott e Veronica Brebner | Indicado                    |
| Óscar         | Melhor Figurino                        | Sandy Powell | Venceu                      |
| Óscar         | Melhor Edição                          | David Gamble | Indicado                    |
| Globo de Ouro | Melhor Filme - Comédia ou Musical      | | Venceu                      |
| Globo de Ouro | Melhor Atriz - Comédia ou Musical      | Gwyneth Paltrow | Venceu                      |
| Globo de Ouro | Melhor Diretor                         | John Madden | Indicado                    |
| Globo de Ouro | Melhor Atriz Coadjuvante - Cinema      | Judi Dench | Indicado                    |
| Globo de Ouro | Melhor Ator Coadjuvante - Cinema       | Geoffrey Rush | Indicado                    |
| Globo de Ouro | Melhor Roteiro                         | Marc Norman e Tom Stoop | Venceu                      |
| SAG           | Melhor Elenco                          | Ben Affleck, Simon Callow, Jim Carter, Martin Clunes, Judi Dench, Joseph Fiennes, Colin Firth, Gwyneth Paltrow, Geoffrey Rush, Anthony Sher, Imelda Staunton | Venceu[carece de fontes?]   |
| SAG           | Melhor Atriz em Cinema                 | Gwyneth Paltrow | Venceu[carece de fontes?]   |
| SAG           | Melhor Ator em Cinema                  | Joseph Fiennes | Indicado[carece de fontes?] |
| SAG           | Melhor Ator Coadjuvante em Cinema      | Geoffrey Rush | Indicado[carece de fontes?] |
| SAG           | Melhor Atriz Coadjuvante em Cinema     | Judi Dench | Indicado[carece de fontes?] |
| BAFTA         | Melhor Filme                           | | Venceu[carece de fontes?]   |
| BAFTA         | Dacid Lean - Melhor Diretor            | John Madden | Indicado[carece de fontes?] |
| BAFTA         | Melhor Atriz                           | Gwyneth Paltrow | Indicado[carece de fontes?] |
| BAFTA         | Melhor Atriz Coadjuvante               | Judi Dench | Venceu[carece de fontes?]   |
| BAFTA         | Melhor Ator                            | Joseph Fiennes | Indicado[carece de fontes?] |
| BAFTA         | Melhor Ator Coadjuvante                | Tom Wilkinson | Indicado[carece de fontes?] |
| BAFTA         | Melhor Ator Coadjuvante                | Geoffrey Rush | Indicado[carece de fontes?] |
| BAFTA         | Melhor Roteiro Original                | Marc Norman e Tom Stoppard | Indicado[carece de fontes?] |
| BAFTA         | Melhor Edição                          | David Gamble | Venceu[carece de fontes?]   |
| BAFTA         | Melhor Som                             | Dominic Lester, John Downer, Peter Glossop e Robin O'Donoghue                                                                                                | Venceu[carece de fontes?]   |
| BAFTA         | Melhor Maquiagem e Cabelo              | Lisa Westcott e Veronica Brebner | Venceu[carece de fontes?]   |
| BAFTA         | Melhor Design de Produção              | Martin Childs | Venceu[carece de fontes?]   |
| BAFTA         | Melhor Figurino                        | Sandy Powell | Indicado[carece de fontes?] |
| BAFTA         | Melhor Fotografia                      | Richard Greatrex | Indicado[carece de fontes?] |
| BAFTA         | Anthony Asquith - Melhor Trilha Sonora | Stephen Warbeck | Indicado[carece de fontes?] |